# Athenagoras (Peckstadt)
Athenagoras (světským jménem: Yves Peckstadt; * 24. března 1962, Gent) je belgický duchovní Konstantinopolského patriarchátu a metropolita Belgie.

## Život
Narodil se 24. března 1962 v Gentu v rodině protojereje Ignatia Peckstadta, představeného chrámu v Gentu.
Studoval fakultu práva Gentské univerzity a poté díky stipendiu Konstantinopolského patriarchátu na bohoslovecké fakultě Aristotelovy univerzity v Soluni a Ekumenickém institutu v Bossey.
Dne 12. listopadu 1989 byl v Bruselu metropolitou Vartholomaiosem (Archontonisem) (dnes patriarcha Bartoloměj I.) rukopoložen na diákona a postřižen na monacha. Jako archidiákon sloužil v belgické metropolii. Byl také představitelem patriarchátu při Evropské unii.
Roku 1995 zřídil v Bruggách farnost svatých Konstantina a Heleny.
Dne 17. března 1996 byl metropolitou belgickým Panteleimonem (Kontogiannisem) rukopoložen na jereje a začal sloužit v Bruggách.
Dne 30. září 1996 byl povýšen na archimandritu.
Roku 2001 zřídil farnost svatých Cyrila a Metoděje v Ostende a Třech světitelů v Hasseltu. Řadu let sloužil jako kaplan na letišti v Bruselu.
Dne 13. května 2003 jej Svatý synod Konstantinopolského patriarchátu zvolil biskupem sinopským a vikářem belgické metropolie.
Dne 22. června 2003 proběhla v Bruselu jeho biskupská chirotonie.
Roku 2008 se stal sekretářem Biskupské konference pravoslavných biskupů Belgie, Nizozemska a Lucemburska.
Dne 27. listopadu 2013 byl Svatým synoden zvolen metropolitou Belgie a zároveň se stal předsedou biskupské konference. Dne 21. prosince proběhla v katedrálním chrámu svatých archandělů Michaela a Gabriela v Bruselu jeho slavnostní intronizace.